# メデア県
メデア県（アラビア語: ولاية المدية、Médéa）は、アルジェリアの県（ウィラーヤ）。県都はメデアである。19の地区（ダイラ）と64の基礎自治体からなる。